# Колмаково-Міаське
Колма́ково-Міа́ське (рос. Колмаково-Миасское) — село у складі Щучанського району Курганської області, Росія. Входить до складу Петровської сільської ради.
Населення — 57 осіб (2010, 103 у 2002).
Національний склад станом на 2002 рік: росіяни — 96 %.
Колишня назва — Калмаково-Міаське.